# アンブライドルズソング
アンブライドルズソング (Unbridled's Song) とはアメリカ合衆国で生産された競走馬、種牡馬。
アンブライダルズソングと表記される場合もある。
競走馬時代の主戦騎手はマイク・スミスが務め、全12戦で騎乗した。体高173cmもある巨大な馬であった。

## 経歴

### デビュー前
馬主となるパラネック・ステーブルは、1994年のファシグ・ティプトン社のサラトガ1歳セールにおいて、20万ドルで購買した。その翌年3月のバレッツ社2歳調教セールにおいて、藤田浩が当時の世界最高額記録となる140万ドル（約1億4000万円）で落札。しかし、前肢の球節に剥離骨折が見つかったので、藤田はこの購買をキャンセルした。

### 競走馬時代
競走馬時代はダート競走で活躍していた。2歳時の1995年8月の競走馬デビュー戦で2着馬に8馬身半差をつけて勝利し、続く重賞及びG1競走初挑戦となったシャンペンステークスは後にエクリプス賞2歳牡馬チャンピオンを受賞するマライアズモンに敗れて5着だったが、次走のブリーダーズカップ・ジュヴェナイルを制して重賞及びG1競走初
勝利を挙げた。
3歳時の1996年は、2月にG2競走を2戦して共に2着となり、3月にフロリダダービーを制してG1競走2勝目を挙げた。続く4月のウッドメモリアルステークス（当時G2）も制し、迎えた5月のケンタッキーダービーでは1番人気に支持されたが、同じくアンブライドルド産駒のグラインドストーンに敗れて5着だった。次走のピーターパンステークス（G2）は2着で、7月にはサイテーションチャレンジ（一般競走）に出走したが、シガーに敗れて9着だった。なおシガーはこの勝利により17連勝を達成している。その後は骨折して療養し、11月に実戦復帰戦となった一般競走で2着となった。
4歳時の1997年は、1月にオリンピックハンデキャップ（一般競走）を制して通算5勝目を挙げたが、このレースを最後に競走馬を引退した。

## 年度別競走成績
- 1995年（2歳）3戦2勝
  - 1着 ブリーダーズカップ・ジュヴェナイル（G1）
- 1996年（3歳）8戦2勝
  - 1着 フロリダダービー（G1）、ウッドメモリアルステークス（G2）
  - 2着 ハッチスンステークス（G2）、ファウンテンオブユースステークス（G2）、ピーターパンステークス（G2）
- 1997年（4歳）1戦1勝

## 種牡馬時代
4歳時の1997年春よりケンタッキー州にあるテイラーメイドファームで種牡馬入りした。
産駒は当馬と同じくダート競走を中心に活躍しており、1998年に誕生した初年度産駒のアンブライダルドエレインが2001年のブリーダーズカップ・ディスタフを制すなど早くから活躍馬を輩出し、その後も多くのG1馬や重賞馬を輩出している。
牡馬の産駒のうちソングアンドアプレイヤーやイーヴンザスコアなどが後継馬として種牡馬入りし、ファピアノ系の主流系統になりつつある。
近年はブルードメアサイアーとしての産駒も走っており2020年中央競馬クラシック三冠を達成したコントレイルや、2009年のブルーグラスステークスを制したジェネラルクォーターズといったG1馬も送り出し、ブルードメアサイアーとしても活躍している。
日本にも競走馬としての産駒が30頭以上輸入されており、2001年3月に初年度産駒でもあるフィエスタが産駒の中央競馬初勝利を記録している。日本における活躍馬は、重賞戦線で活躍し、エンプレス杯やスパーキングレディーカップを勝ったラヴェリータや、2002年のNHKマイルカップで2着となったアグネスソニックなどがいる。
2013年7月25日、急性の神経症状で病院へ緊急搬送されたが、腫瘍が視神経周辺まで達しており手の施しようがなく、安楽死の措置が取られた。
2017年はアロゲートらの活躍もあり、北米リーディングサイアーを獲得した。

### 主な産駒
- 1998年産
  - Even the Score / イーヴンザスコア（2001年カリフォルニアンステークス、マーヴィンリロイハンデキャップ、種牡馬）
  - Songandaprayer / ソングアンドアプレイヤー（2001年ファウンテンオブユースステークス、種牡馬）
  - Unbridled Elaine / アンブライダルドエレイン（2001年モンマスブリーダーズカップオークス、ブリーダーズカップ・ディスタフ）
- 1999年産
  - Buddha / ブッダ（2002年ウッドメモリアルステークス、種牡馬）
  - アグネスソニック（2002年NHKマイルカップ2着、ラベンダー賞、アイビーステークス、オーロカップ）
- 2000年産
  - Domestic Dispute / ドメスティックディスピュート（2003年ストラブステークス、サンタカタリーナハンデキャップ、種牡馬）
- 2001年産
  - Marylebone / メリルボーン（2003年メイトロンステークス）
  - Value Plus / ヴァリュープラス（2004年フロリダダービー2着、種牡馬）
- 2002年産
  - Splendid Blended / スプレンディドブレンデッド（2004年ハリウッドスターレットステークス、ヴァニティーインビテーショナルハンデキャップ）
- 2003年産
  - Magnificent Song / マグニフィセントソング（2006年ガーデンシティハンデキャップ）
  - Political Force / ポリティカルフォース（2003年サバーバンハンデキャップ、種牡馬）
  - Thorn Song / ソーンソング（2008年シャドウェルターフマイルステークス）
- 2004年産
  - First Defence / ファーストディフェンス（2008年ジャイパーステークス、フォアゴーハンデキャップ、種牡馬）
  - Octave / オクターヴ（2006年アディロンダックブリーダーズカップステークス、2007年マザーグースステークス、コーチングクラブアメリカンオークス）
- 2005年産
  - Eight Belles / エイトベルズ（2008年ハニービーステークス、ファンタジーステークス、ケンタッキーダービー2着）
- 2006年産
  - Midshipman / ミッドシップマン（2008年デルマーフューチュリティ、ブリーダーズカップ・ジュヴェナイル）
  - ラヴェリータ（2009年関東オークス、スパーキングレディーカップ、2010年名古屋大賞典、スパーキングレディーカップ、2011年TCK女王盃、エンプレス杯、スパーキングレディーカップ）
  - Unrivaled Belle / アンライバルドベル（2010年ブリーダーズカップ・レディースクラシック）
  - Dunkirk / ダンカーク（2009年フロリダダービー2着、ベルモントステークス2着、種牡馬）
- 2009年産
  - Cross Traffic / クロストラフィック（2013年ホイットニーハンデキャップ）
- 2010年産
  - Will Take Charge / ウィルテイクチャージ（2013年トラヴァーズステークス、クラークハンデキャップ、ブリーダーズカップ・クラシック2着）
- 2011年産
  - Liam's Map / リアムズマップ（2015年ウッドワードステークス、ブリーダーズカップ・ダートマイル）
  - Unbridled Forever / アンブライドルドフォーエバー（2015年バレリーナステークス）
- 2012年産
  - Forever Unbridled / フォーエバーアンブライドルド（2016年アップルブロッサムハンデキャップ、ベルデイムステークス、2017年ブリーダーズカップ・ディスタフ、パーソナルエンスンハンデキャップ）
- 2013年産
  - Arrogate / アロゲート（2016年トラヴァーズステークス、ブリーダーズカップ・クラシック、2017年ペガサスワールドカップ、ドバイワールドカップ）
  - ロジストーム（2018年白嶺賞、2019年赤松杯、シアンモア記念、絆カップ）

### 母の父としての主な産駒
- 2006年産
  - General Quarters / ブルーグラスステークス、ウッドフォードリザーブ・ターフクラシックステークス（父スカイメサ）
  - Once Were Wild / オーストラリアンオークス（父ヨハネスブルグ）
- 2008年産
  - J. B.'s Thunder / ブリーダーズフューチュリティステークス（父サンダーガルチ）
- 2009年産
  - トーホウアマポーラ / CBC賞（父フジキセキ）
- 2010年産
  - Rolling Fog / デルマーフューチュリティステークス（父ポッセ）
  - エーシントップ / 京王杯2歳ステークス、シンザン記念、ニュージーランドトロフィー（父テイルオブザキャット）
- 2011年産
  - トーホウジャッカル / 菊花賞（父スペシャルウィーク）
  - Tourist / フォースーターデイヴ・ハンデキャップ、ブリーダーズカップ・マイル（父ティズナウ）
- 2012年産
  - Carpe Diem / ブリーダーズフューチュリティステークス、ブルーグラスステークス（父ジャイアンツコーズウェイ）
  - ダノンプラチナ / 朝日杯フューチュリティステークス、富士ステークス（父ディープインパクト）
- 2013年産
  - Zabeel Prince / イスパーン賞（父ロペデヴェガ）
- 2014年産
  - Unique Bella / ラブレアステークス、ビホルダーマイルステークス、クレメント・Ｌ・ハーシュステークス（父タピット）
  - スワーヴリチャード / 大阪杯、ジャパンカップ、共同通信杯、アルゼンチン共和国杯、金鯱賞（父ハーツクライ）
- 2015年産
  - Moonshine Memories / デルマーデビュータントステークス（父マリブムーン）
  - Magnum Moon / アーカンソーダービー（父マリブムーン）
  - Civil Union / フラワーボウルステークス（父ウォーフロント）
- 2016年産
  - Maxim Rate / ゲイムリーステークス（父エクスチェンジレート）
- 2017年産
  - コントレイル / クラシック三冠（皐月賞、東京優駿、菊花賞）、ホープフルステークス、ジャパンカップ、東京スポーツ杯2歳ステークス、神戸新聞杯（父ディープインパクト）
  - レッドベルジュール / デイリー杯2歳ステークス（父ディープインパクト）
- 2018年産
  - Maracuja / コーチングクラブアメリカンオークス（父オナーコード）
  - レッドベルオーブ/ デイリー杯2歳ステークス（父ディープインパクト）
  - ジャックドール/ 金鯱賞、札幌記念、大阪杯（父モーリス）[2]
- 2019年産
  - ノットゥルノ/ ジャパンダートダービー、佐賀記念、名古屋グランプリ（父ハーツクライ）
  - Annapolis / クールモアターフマイルステークス（父ウォーフロント）
  - Gina Romantica / クイーンエリザベス2世チャレンジカップステークス、ファーストレディステークス2回（父イントゥミスチーフ）
  - Moira / ブリーダーズカップ・フィリー&メアターフ（父ゴーストザッパー）

## 血統表
| アンブライドルズソングの血統（ファピアノ系／Aspidistra 5×5=6.25%(父内)） | アンブライドルズソングの血統（ファピアノ系／Aspidistra 5×5=6.25%(父内)） | アンブライドルズソングの血統（ファピアノ系／Aspidistra 5×5=6.25%(父内)） | （血統表の出典）     | （血統表の出典） |
| 父 Unbridled 1987 鹿毛                                                   | 父の父Fappiano 1977 鹿毛                                                 | Mr. Prospector                                                           | Raise a Native       | Raise a Native   |
| 父 Unbridled 1987 鹿毛                                                   | 父の父Fappiano 1977 鹿毛                                                 | Mr. Prospector                                                           | Gold Digger          |                  |
| 父 Unbridled 1987 鹿毛                                                   | 父の父Fappiano 1977 鹿毛                                                 | Killaloe                                                                 | Dr. Fager            | Dr. Fager        |
| 父 Unbridled 1987 鹿毛                                                   | 父の父Fappiano 1977 鹿毛                                                 | Killaloe                                                                 | Grand Splendor       |                  |
| 父 Unbridled 1987 鹿毛                                                   | 父の母Gana Facil 1981 栗毛                                               | Le Fabuleux                                                              | Wild Risk            | Wild Risk        |
| 父 Unbridled 1987 鹿毛                                                   | 父の母Gana Facil 1981 栗毛                                               | Le Fabuleux                                                              | Anguar               |                  |
| 父 Unbridled 1987 鹿毛                                                   | 父の母Gana Facil 1981 栗毛                                               | Charedi                                                                  | In Reality           | In Reality       |
| 父 Unbridled 1987 鹿毛                                                   | 父の母Gana Facil 1981 栗毛                                               | Charedi                                                                  | Magic                |                  |
| 母 Trolley Song 1983 芦毛                                                | 母の父Caro 1967 芦毛                                                     | *フォルティノ Fortino                                                    | Grey Sovereign       | Grey Sovereign   |
| 母 Trolley Song 1983 芦毛                                                | 母の父Caro 1967 芦毛                                                     | *フォルティノ Fortino                                                    | Ranavalo             |                  |
| 母 Trolley Song 1983 芦毛                                                | 母の父Caro 1967 芦毛                                                     | Chambord                                                                 | Chamossaire          | Chamossaire      |
| 母 Trolley Song 1983 芦毛                                                | 母の父Caro 1967 芦毛                                                     | Chambord                                                                 | Life Hill            |                  |
| 母 Trolley Song 1983 芦毛                                                | 母の母Lucky Spell 1971 鹿毛                                              | Lucky Mel                                                                | Olympia              | Olympia          |
| 母 Trolley Song 1983 芦毛                                                | 母の母Lucky Spell 1971 鹿毛                                              | Lucky Mel                                                                | Royal Mink           |                  |
| 母 Trolley Song 1983 芦毛                                                | 母の母Lucky Spell 1971 鹿毛                                              | Incantation                                                              | Prince Blessed       | Prince Blessed   |
| 母 Trolley Song 1983 芦毛                                                | 母の母Lucky Spell 1971 鹿毛                                              | Incantation                                                              | Magic Spell F-No.4-m |                  |

- 母 Trolley Song は現役時代7戦1勝[3]。
- 半妹 Bells Are Ringing（父Sadler's Wells） の仔に2015年のパームビーチS（米G3）勝ち馬の Eh Cumpari[4] 。
- 全妹アジアンミーティアの仔に2015年の新潟大賞典勝ち馬のダコール[5]。孫に2015年の函館2歳S・2016年のキーンランドC勝ち馬のブランボヌール[6]、2021年の函館スプリントSなど重賞3勝のビアンフェ[7]。
- 祖母 Lucky Spell は1974年のラスパルマスH（米G3）・プリンセスS（米G3)の勝ち馬[8]で仔に1982年のジャージーS（米G3）の勝ち馬 Merlins Charm[9]。孫にカリフォルニアクロームの父 Lucky Pulpit[10]。
- 大叔父（Lucky Spellの半弟）に1983年のサラマンドル賞（仏G1）・1984年ワシントンDCインターナショナル（米G1）勝ち馬の シアトルソング[11]。
- 叔母Tracey's Secretの孫にテレ玉杯オーバルスプリント勝ち馬のサイタスリーレッド。